# 桜新町
桜新町（さくらしんまち）は、東京都世田谷区の町名。現行行政地名は桜新町一丁目および桜新町二丁目。住居表示実施済区域。玉川地域に属する。

## 地理
当地域内を走る東急田園都市線桜新町駅の南側が桜新町一丁目、北側が桜新町二丁目に分かれる。広義には主に桜新町駅を中心に広がる市街地を指す場合が多い。駅前には古くからの商店街を始め、ファーストフード店やスーパーマーケットが軒を連ね、ここから弦巻、深沢、新町などの住宅地が四方に広がる。そのほか世田谷区用賀と隣接する。
マンション建設ブームに伴い、平成期に入って以降、急激に人口が増加している地域の一つであるが、古くは桜新町一丁目に畑が、桜新町二丁目に町工場が多く、現在も駅前の世田谷目黒農業協同組合などにその名残が感じられる。桜新町2丁目には、世田谷区では珍しくなった準工業地域が今も存在する。
深沢七丁目・深沢八丁目の桜は、桜のトンネルのようになっている。1933年（昭和8年）刊行の『玉川電車名所図会』に、桜新町電停の南側に「櫻トンネル」の記載が確認できる。

### 地価
住宅地の地価は、2025年（令和7年）1月1日時点での公示地価によれば、桜新町2-14-8の地点で104万円/m2となっている。ちなみに、2019年（令和2年）1月1日時点での同地点での地価は86万4000円/m2、2022年（令和4年）1月1日時点では88万4000円m2であり、年々上昇傾向にあるといえる。

## 歴史
新町の地名は、この一帯は万治年間（1658 - 1660年）に開拓された純農村地帯であり、武蔵国荏原郡世田ヶ谷村（彦根藩領）より独立分村し、世田ヶ谷新町村と命名されたことに由来する。
新町は、1912年（明治45年）から1913年（大正2年）にかけて、東京信託株式会社（現：日本不動産）により、「都心の軽井沢」と銘打たれ、関東初の高級別荘用地である「新町分譲地」が造成された。この時、現在の桜新町一丁目・深沢七丁目・深沢八丁目に当たる開発地の通りにソメイヨシノの並木が植樹された。
桜新町の名称は、1932年（昭和7年）の東急玉川線の駅名に最初に確認できる。なお、近くの東京府立桜町高女学校（元：東京府立十一高女学校、現：東京都立桜町高等学校）は、1941年（昭和16年）から桜町の名称を使用している。
1968年（昭和43年）の住居表示実施の際、現在の桜新町の町域を新町から分離し、旧町名「新町」に「桜」を冠して桜新町とした。

### サザエさんの街

桜新町駅前に設置されているサザエさん一家の銅像

昭和期、当地域に漫画『サザエさん』の原作者・長谷川町子が居住していた。国道246号に程近いセブン-イレブンは、以前は「三河屋」という酒屋で、漫画に登場する「三河屋さん」のモデルであった。また、桜新町一丁目の長谷川町子美術館では、『サザエさん』の原画が常設展示されているほか、長谷川姉妹所蔵の美術収蔵品展示が行われている。桜新町駅と当美術館を結ぶ商店街通りが「サザエさん通り」と名づけられ、公共スペースのあちこちにサザエさんのイラストがあしらわれるなど、「サザエさんの町」として親しまれている。
サザエさん通りを南に15分ほど行くと日本体育大学が左手に見える。桜新町駅は日体大世田谷キャンパス（本部）の最寄駅で、日体大生の下宿も多く、桜新町商店街は日体大の箱根駅伝出場を祝う垂れ幕などを12月（過去にはアテネオリンピック祝金メダル北島康介選手「日体大卒」など）に掲げている。1981年（昭和56年）には桜新町商店街と大学との協力で地域活性化ソフトボール大会の親睦試合も開催された。

### 集団就職ブーム発祥の地
1952年（昭和27年）頃、働き手不足に悩んでいた桜新町の商店では、商店会の発案で、新潟県や千葉県から中学校を卒業したばかりの若者たちを受け入れた。これがその後の集団就職ブームの先駆けとなった。

### 年表
- 1907年（明治40年）4月1日：玉川電気鉄道新町（のち桜新町）停留所、および、弦巻（のち新町→新町二丁目）停留所の開設。
- 1912年（明治45年）：関東初の高級別荘用地「新町分譲地」の造成が始まる[5]。
- 1913年（大正2年）：「新町分譲地」が完成[5]。このとき、分譲地域内に植樹された桜並木が評判を呼び、のちの町名改称に繋がる[5]。
- 1932年（昭和7年）頃：当地域に商店街らしき町並みが形成される[5]。
- 1951年（昭和26年）：桜新町商店会組合の設立[5]。
- 1952年（昭和27年）頃：桜新町商店街が高度経済成長期における集団就職者の受け入れ準備を始める[5]。この求人募集の成功例が、数年後の集団就職ブームに繋がる[5]。なお、青森発・上野着の集団就職列車の運行開始は1954年（昭和29年）4月5日である。
- 1955年（昭和30年）：桜新町商店街が集団就職者の受け入れを開始し、日本で初めて集団就職制度を実現[5]。第1回住み込み店員のために店員教室を開所する[5]。
- 1969年（昭和44年）5月10日：玉川線廃止により、桜新町駅が廃止される。
- 1970年（昭和45年）11月19日：桜新町一丁目にある長谷川町子の自宅が放火される。
- 1971年（昭和46年）
  - 3月：桜新町商店会組合の解散[5]。
  - 5月：桜新町商店街振興組合の設立。街路灯68基を設置[5]。
- 1977年（昭和52年）4月7日：東急新玉川線開業により、桜新町駅が再開。
- 1985年（昭和60年）11月3日：桜新町にて長谷川町子美術館が開館[5]。これを機に、美術館へ至る道を「サザエさん通り」と名付けるべく、美術館に対して承認要請を開始する[5]。
- 1987年（昭和62年）7月25日：長谷川町子美術館へ至る道を「サザエさん通り」と命名。街路灯を135基に増設[5]。
- 1993年（平成5年）11月：大丸ピーコックの開店[5]。
- 2000年（平成12年）8月6日：新玉川線の田園都市線統合により、田園都市線桜新町駅となる。
- 2004年（平成16年）
  - 3月：「サザエさん通り」ショッピングプロムナードの整備事業が竣工[5]。
  - 9月11日- 12日: 桜新町商店街50周年記念祭の開催[5]。

#### 行政区分の変遷
- 万治年間（1658 - 1660年）：武蔵国荏原郡世田ヶ谷村より独立分村し、世田ヶ谷新町村が成立[5]。
- 1889年（明治22年）4月1日：東京府荏原郡で世田ヶ谷新町村が他村と合併して駒沢村が成立。同村内に大字世田ヶ谷新町が発足[5]。
- 1925年（大正14年）：大字世田ヶ谷新町が大字新町に改称[5]。
- 1932年（昭和7年）10月1日：東京府荏原郡全域が東京市に編入され、当地域は新設された世田谷区に組み込まれる。町名としての新町が発足。
- 1943年（昭和18年）7月1日：東京府と東京市が都制を施行し、東京都が発足。これに伴い、当地は東京都世田谷区新町となる。
- 1968年（昭和43年）：住居表示実施の際、旧・新町から現・桜新町域が分離し、桜新町が成立[5]。

## 祭事・恒例イベント
開花時に「さくらまつり」が開催され、同町在住の歌手・水前寺清子が歌い、近隣の日本体育大学のエッサッサが毎年恒例で行われる。駅前通りの「ヤエザクラの並木」は当地域のシンボルとなっている。
- うめぇ〜!まつり - 2月、桜新町商店街主催。
- さくらまつり - 4月、桜新町商店街主催。
- サザエさんまつり - 7月、桜新町商店街主催。
- 桜新町ねぶた祭り - 9月、桜新町商店街主催。

## 世帯数と人口
2025年（令和7年）1月1日現在（世田谷区発表）の世帯数と人口は以下の通りである。
| 丁目         | 世帯数    | 人口    |
| ------------ | --------- | ------- |
| 桜新町一丁目 | 1,983世帯 | 3,732人 |
| 桜新町二丁目 | 2,189世帯 | 4,006人 |
| 計           | 4,172世帯 | 7,738人 |

### 人口の変遷
国勢調査による人口の推移。
| 年                 | 人口  |
| ------------------ | ----- |
| 1995年（平成7年）  | 6,149 |
| 2000年（平成12年） | 6,361 |
| 2005年（平成17年） | 6,353 |
| 2010年（平成22年） | 6,398 |
| 2015年（平成27年） | 6,907 |
| 2020年（令和2年）  | 7,777 |

### 世帯数の変遷
国勢調査による世帯数の推移。
| 年                 | 世帯数 |
| ------------------ | ------ |
| 1995年（平成7年）  | 2,941  |
| 2000年（平成12年） | 3,193  |
| 2005年（平成17年） | 3,341  |
| 2010年（平成22年） | 3,362  |
| 2015年（平成27年） | 3,657  |
| 2020年（令和2年）  | 4,063  |

## 学区
区立小・中学校に通う場合、学区は以下の通りとなる（2024年8月現在）。
| 丁目         | 番地             | 小学校               | 中学校               |
| ------------ | ---------------- | -------------------- | -------------------- |
| 桜新町一丁目 | 全域             | 世田谷区立桜町小学校 | 世田谷区立深沢中学校 |
| 桜新町二丁目 | 6～12番 15～31番 | 世田谷区立桜町小学校 | 世田谷区立深沢中学校 |
| 桜新町二丁目 | 1〜5番 13〜14番  | 世田谷区立松丘小学校 | 世田谷区立弦巻中学校 |

## 交通

### 鉄道
- 東急田園都市線
  - 桜新町駅

### バス
東急バスの路線が、町域内を通るほか南側を通る玉川通り沿いを通る路線も利用できる。太字は町域にある停留所。
- 黒07：目黒駅 - 都立大学駅北口 - 桜新町一丁目 - 桜新町駅 - 山谷橋 - 弦巻営業所
- 都立01：都立大学駅北口 - 桜新町一丁目 - 桜新町駅 - 山谷橋 - 弦巻営業所
- 玉12：駒沢大学駅 - 深沢八丁目 - 二子玉川駅・高津営業所
- 渋12（土曜1往復のみ）：渋谷駅 - 深沢八丁目 - 二子玉川駅・高津営業所
- 系統番号なし（土曜1往復のみ）：用賀駅 - 桜新町二丁目 - 桜新町駅 - 山谷橋 - 弦巻営業所

### 道路
玉電（東急玉川線）が通った通り（新町二丁目交差点以西が東京都道427号瀬田貫井線）が一丁目と二丁目境の東西を貫き、南側には国道246号（玉川通り）と首都高速道路3号渋谷線（近隣の出入口は用賀出入口。東名高速道路の東京インターチェンジを併設）が通る。南北方向では、一丁目の長谷川町子美術館へ行く「サザエさん通り」が中央部を南北に通り、二丁目の東側は新町二丁目交差点から北上する都道427号が弦巻方向へ抜けている。西側は馬事公苑通りが世田谷通り（都道3号）方面へ抜けている。

## 事業所
2021年（令和3年）現在の経済センサス調査による事業所数と従業員数は以下の通りである。
| 丁目         | 事業所数  | 従業員数 |
| ------------ | --------- | -------- |
| 桜新町一丁目 | 225事業所 | 4,227人  |
| 桜新町二丁目 | 211事業所 | 3,226人  |
| 計           | 436事業所 | 7,453人  |

### 事業者数の変遷
経済センサスによる事業所数の推移。
| 年                 | 事業者数 |
| ------------------ | -------- |
| 2016年（平成28年） | 439      |
| 2021年（令和3年）  | 436      |

### 従業員数の変遷
経済センサスによる従業員数の推移。
| 年                 | 従業員数 |
| ------------------ | -------- |
| 2016年（平成28年） | 6,954    |
| 2021年（令和3年）  | 7,453    |

### 主な企業
- 世田谷目黒農業協同組合
- ロケットミュージック
- ロイヤルホールディングス東京本部
  - ロイヤルフードサービス本社
  - ロイヤルコントラクトサービス本社
  - アールエヌティーホテルズ

## 施設
- 武蔵野大学附属産後ケアセンター桜新町
- 長谷川町子美術館
- モザンビーク大使館
- ロイヤルホスト桜新町店